# Новоастраханська волость
Новоастраханська волость — історична адміністративно-територіальна одиниця Старобільського повіту Харківської губернії із центром у слободі Ново-Астрахань.
Станом на 1885 рік складалася з 7 поселень, 6 сільських громад. Населення — 7459 осіб (3734 чоловічої статі та 3725 — жіночої), 1259 дворових господарств.
|                     | Площа, десятин | У тому числі орної, дес. |
| ------------------- | -------------- | ------------------------ |
| Сільських громад    | 14192          | 10646                    |
| Приватної власності | 2031           | 408                      |
| Казенної власності  | 2078           | 1668                     |
| Іншої власності     | 166            | 156                      |
| Загалом             | 18467          | 12878                    |

Основні поселення волості станом на 1885:
- Ново-Астрахань (Троїцина) — колишня державна слобода при річці Борова за 30 верст від повітового міста, 2070 осіб, 311 дворових господарств, православна церква, школа, приймальне відділення лікарні, поштова станція, 5 лавок, базари, 4 ярмарки на рік. За 7 верст — винокурний завод.
- Голубівка — колишня державна слобода, 1089 осіб, 165 дворових господарств, православна церква, лавка.
- Маринівка — колишнє державне село, 194 особи, 13 дворових господарств, школа.
- Нижньо-Покровка — колишня державна слобода, 1274 особи, 210 дворових господарств, православна церква, школа.

Найбільші поселення волості станом на 1914 рік:
- село Новоастраханське — 3530 мешканців;
- село Нижньо-Покровське — 1974  мешканців;
- село Михайлівка — 1639 мешканців.

Старшиною волості був Іван Костянтинович Куценко, волосним писарем — Юхим Якович Оридорога, головою волосного суду — Сергій Михайович Капиця.